# University of Windsor

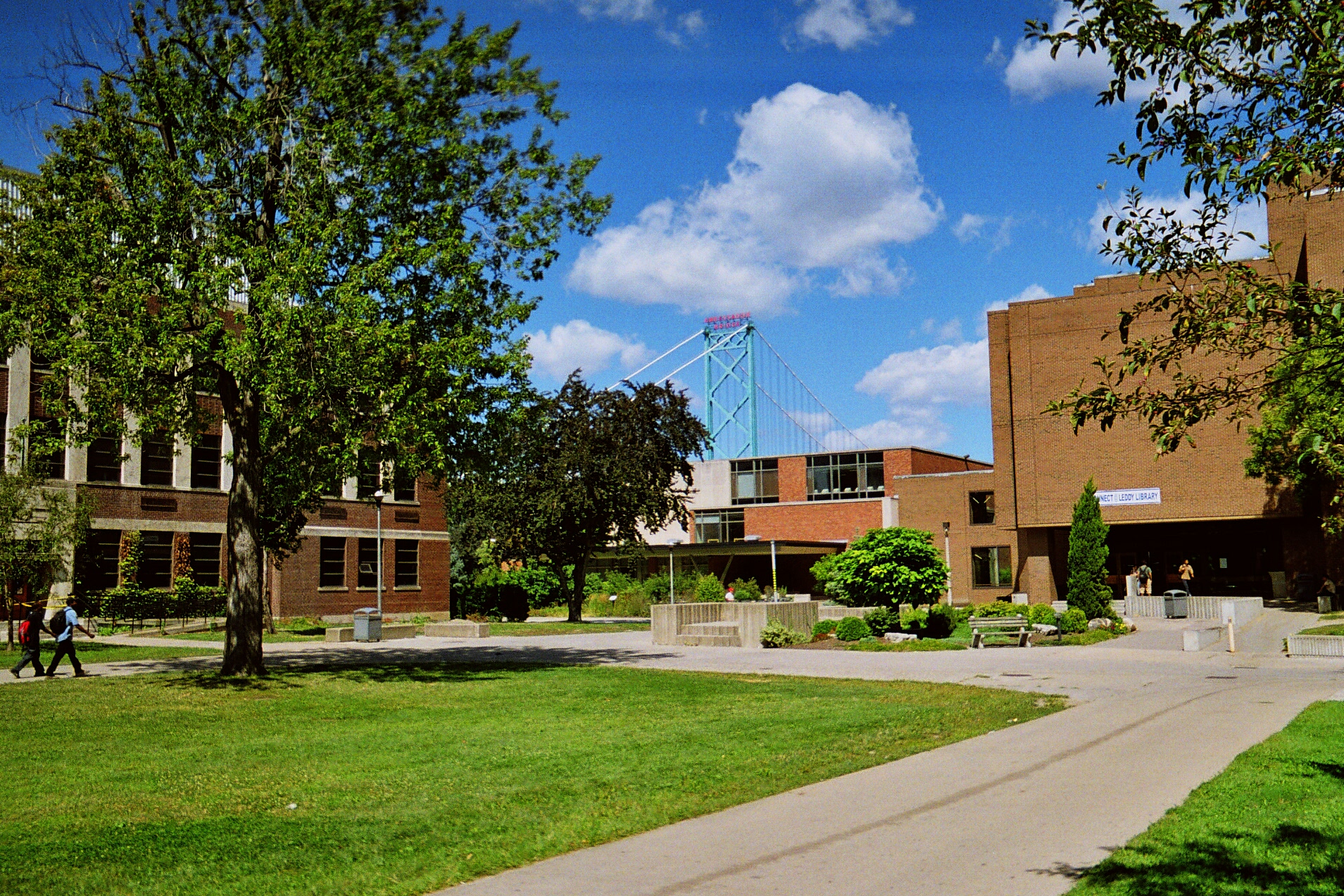
Campus der Universität

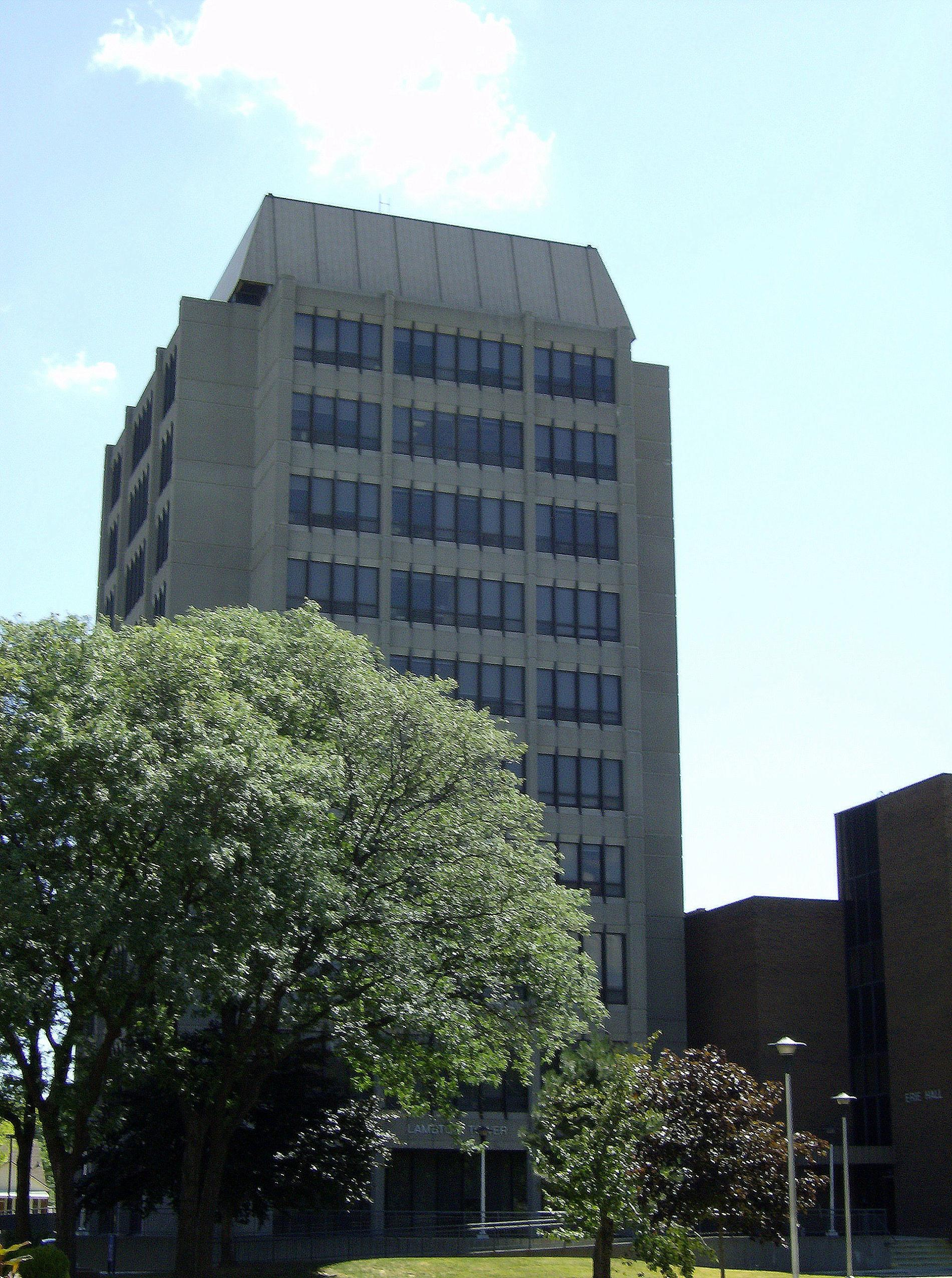
Lambton Tower/Chrysler Building auf dem Campus

University of Windsor ist eine kanadische Volluniversität in Windsor, der südlichsten Stadt Kanadas mit rund 16.000 Studenten in der Metropolregion von Metro Detroit an der Grenze zwischen Kanada und den Vereinigten Staaten.

## Vorgängeruniversitäten
Gegründet wurde die heute kirchlich ungebundene Universität 1963 aus dem 1857 gegründeten römisch-katholischen College Assumption University und dem 1957 adoptierten anglikanischen Canterbury College sowie dem 1962 adoptierten unierten Iona College. 1963 wurde die Essex University inkorporiert.

## Fachbereiche
- Faculty of Arts & Social Sciences
- Faculty of Education
- Faculty of Engineering
- Faculty of Graduate Studies
- Faculty of Human Kinetics
- Faculty of Law
- Faculty of Nursing
- Odette School of Business
- Faculty of Science

## Lage
Die Universität liegt an der Grenze zur US-amerikanischen Autostadt Detroit, der Heimat der drei großen US-Unternehmen Ford, General Motors und Chrysler. Der einige Kilometer aus dem Stadtkern entfernt liegende, etwa 50 Hektar große Campus wird eingerahmt durch den Detroit River sowie die Ambassador Bridge, die nach Detroit führt.

## Universitätsleben
Ca. zehn Prozent der Studenten kommen nicht aus Kanada. Die Kanadische Gewerkschaft Canadian Auto Workers errichtete auf dem Campus das CAW Student Centre, welches als zentraler Studenten-Treffpunkt dient. Bedeutende Bibliotheken sind die Leddy Library sowie die Paul Martin Law Library der rechtswissenschaftlichen Fakultät. Die Universität ist bekannt für die Möglichkeiten sportlicher Betätigung für Studenten, insbesondere Football, Beachvolleyball und Hockey.

## Präsidenten
1. Eugene Carlisle LeBel, 1963–1964
2. John Francis Leddy, 1964–1978
3. Mervyn Franklin, 1978–1984
4. Ronald W. Ianni, 1984–1997
5. Ross H. Paul, 1998–2008
6. Alan Wildeman, 2008–heute

## Bekannte Absolventen
- Iain Baxter, emeritierter Professor der School of Visual Arts, international bekannter Künstler
- Joe Comuzzi (* 1933), kanadisches Parlamentsmitglied und ehemaliger Minister
- Thomas LaSorda (* 1954), Manager (u. a. früher bei Opel Eisenach)
- Frank Mahovlich (* 1938), ehemaliger Eishockey-Spieler und kanadischer Senator
- Sergio Marchionne (1952–2018), Vorstandsvorsitzender der Fiat-Gruppe und Vizepräsident von UBS
- Melanie Palenik (* 1966), US-amerikanische Freestyle-Skierin